# Combat de Villeparisis
Sixième Coalition
Batailles
Campagne de Russie (1812)
- Liste des batailles
- Mir
- Moguilev
- Ostrovno
- Vitebsk
- Kliastitsy
- Smolensk
- 1re Polotsk
- Valoutina Gora
- Moskova
- Moscou
- Winkowo
- 2e Polotsk
- Maloïaroslavets
- Gorodnia
- Czaśniki
- Viazma
- Smoliani
- Krasnoï
- Bérézina

Campagne d'Allemagne (1813)
- Dantzig
- Lunebourg
- Möckern
- Lützen
- Bautzen
- Reichenbach
- Haynau
- Luckau
- Hoyerswerda
- Lauenbourg
- Goldberg
- Gross Beeren
- Katzbach
- Dresde
- Kulm
- Dennewitz
- Peterswalde
- Liebertwolkwitz
- Leipzig
- Hanau
- Sehested
- Torgau
- Hambourg

Campagne de France (1814)
- Sainte-Croix-en-Plaine
- Besançon
- Mayence
- Metz
- Saint-Avold
- 1re Saint-Dizier
- Brienne
- La Rothière
- Campagne des Six-Jours (Champaubert
- Montmirail
- Château-Thierry
- Vauchamps)
- Mormant
- Montereau
- Bar-sur-Aube
- Saint-Julien
- Laubressel
- Berry-au-Bac
- Craonne
- Coutures
- Laon
- Soissons
- Mâcon
- Reims
- Saint-Georges-de-Reneins
- Limonest
- Arcis-sur-Aube
- Fère-Champenoise
- 2e Saint-Dizier
- Meaux
- Claye
- Villeparisis
- Paris

- Feistritz
- Caldiero (en)
- Trieste
- Mincio

- Hoogstraten (de)
- Anvers
- Berg-op-Zoom
- Courtrai

Le combat de Villeparisis, parfois appelé bataille de Villeparisis, faisant suite au combat de Claye livré le même jour, eut lieu le 28 mars 1814 au cours de la campagne de France. Après un combat indécis, les troupes françaises durent battre en retraite devant les troupes prussiennes. C'est la dernière étape de l'avance vers Paris des armées de la Sixième Coalition.

## Contexte
Après la bataille de Fère-Champenoise du 25 mars 1814, les troupes alliées poursuivent leur avance vers la capitale mais les troupes du général Compans attaquent les troupes prussiennes à Claye.
C'est un succès à court terme pour les Français qui sont toutefois obligés de décrocher sous le nombre sans cesse croissant des forces ennemies. Le général Compans fait alors retraiter ses troupes, en bon ordre, sur Villeparisis.

## Forces en présence
Les forces françaises sont identiques à celles ayant participé à la bataille de Claye.

## La bataille
Le général Compans fut défendu principalement par les tirailleurs et la cavalerie du général Vincent, qui se plaça parallèlement en face de la route d'Allemagne. La cavalerie prussienne essaya de déboucher, mais, refoulée par le feu des tirailleurs, elle fut obligée de s'arrêter. Alors, l'infanterie prussienne s'avança, faisant reculer les tirailleurs français, qui furent obligés de sortir du village de Villeparisis. Poursuivant leur action, les Prussiens poursuivirent les Français. Les fantassins prussiens furent alors chargés de flanc par les cuirassiers du colonel Dugeon, qui semèrent le désordre dans les rangs ennemis et les repoussèrent au-delà de Villeparisis, faisant 250 victimes.
Malgré un relatif succès défensif, le général Compans préféra, avec ses forces trop peu nombreuses, se replier sur Bondy en laissant une arrière-garde près de Vert-Galant.
Les Prussiens, rendus circonspect par cet échec, ne dépassèrent pas Villeparisis. L'avant-garde de Katzler resta en arrière du village avec en soutien, un peu plus en arrière, la division Pirch. La division Klüx et la cavalerie de Ziethen se positionnèrent près de Montsaigle. La division Horn se posta à Souilly et celle du prince Guillaume de Prusse à Claye.

## Bilan
Le combat de Villeparisis coûta environ 200 hommes côté français et 600 côté prussien, dont 245 uniquement pour l'avant-garde du corps d'York.